# Salsola dealata
Salsola dealata är en amarantväxtart som beskrevs av Viktor Petrovitj Botjantsev. Salsola dealata ingår i släktet sodaörter, och familjen amarantväxter. Inga underarter finns listade i Catalogue of Life.